# The Blanton-Webster Band
The Blanton-Webster Band ist eine Kompilation von Duke Ellington. Sie erschien erstmals Mitte der 80er-Jahre und enthält Songs, die ursprünglich Anfang der 40er-Jahre aufgenommen und veröffentlicht wurden. Die Songs sind dem Genre des Jazz beziehungsweise dem Subgenre des Swing zuzuordnen.

## Name und Bedeutung
Der Name The Blanton-Webster Band bezieht sich auf die Phase zwischen Januar 1940 und September 1941, in der Jimmy Blanton den Kontrabass und Ben Webster das Tenorsaxofon im Duke Ellington Orchestra spielten. In dessen gut 50-jähriger Geschichte gelten jene knapp zwei Jahre gemeinhin als die bedeutendsten; vor allem deshalb, weil die Big Band damals nicht nur auf diesen beiden, sondern auf allen Positionen mit hochklassigen Musikern besetzt war. Maßgeblichen Anteil an der Qualität der Songs aus dieser Zeit hatte zudem Billy Strayhorn, der Duke Ellington beim Komponieren und Arrangieren auf kongeniale Weise unterstützte. Daher sind viele dieser Songs zu Klassikern des Jazz geworden.
Aufgrund ihrer kulturellen Bedeutung sind die Aufnahmen der Blanton-Webster-Ära seit dem Jahr 2003 in der National Recording Registry der Library of Congress verzeichnet.

## Aufnahme
Die Songs, die auf The Blanton-Webster Band zu hören sind, wurden zwischen dem 6. März 1940 und dem 28. Juli 1942 in New York, Chicago und Hollywood von folgenden Musikern eingespielt: 
- Duke Ellington (Klavier)
- Billy Strayhorn (Klavier)
- Jimmy Blanton (Kontrabass)
- Ben Webster (Tenorsaxofon)
- Junior Raglin (Kontrabass)
- Johnny Hodges (Altsaxofon, Sopransaxofon, Klarinette)
- Harry Carney (Baritonsaxofon, Altsaxofon, Klarinette)
- Otto Hardwick (Basssaxofon, Altsaxofon)
- Barney Bigard (Klarinette)
- Chauncey Haughton (Klarinette)
- Cootie Williams (Trompete)
- Wallace Jones (Trompete)
- Ray Nance (Trompete, Violine, Gesang)
- Rex Stewart (Kornett)
- Tricky Sam Nanton (Posaune)
- Lawrence Brown (Posaune)
- Juan Tizol (Posaune)
- Sonny Greer (Schlagzeug)
- Fred Guy (Gitarre)
- Ivy Anderson (Gesang)
- Herb Jeffries (Gesang)

Jimmy Blanton war nur an gut zwei Dritteln der Aufnahmen beteiligt; er musste das Duke Ellington Orchestra im Herbst 1941 wegen einer Krankheit verlassen, an der er im Sommer 1942 starb. Ersetzt wurde er im Winter 1941 durch Junior Raglin.

## Veröffentlichungen
Erstmals publiziert wurde The Blanton-Webster Band im Jahr 1986 von Bluebird, einem Sublabel des Labels RCA, auf drei CDs beziehungsweise vier Schallplatten. 2003 wurde die Kompilation von RCA als Never No Lament: The Blanton-Webster Band auf drei CDs wiederveröffentlicht – ergänzt um neun Tracks; vier Master- und fünf Alternative Takes.

## Sound
Im Vergleich mit späteren Veröffentlichungen der Songs aus den „Blanton-Webster-Jahren“, etwa den sorgfältig remasterten Versionen des Labels Dreyfus Records, ist der Sound auf The Blanton-Webster Band relativ dünn und flach.

## Rezeption
Trotz dieser klangtechnischen Defizite wurde The Blanton-Webster Band überaus positiv bewertet. Der Rezensent des Guardian schrieb, dass die Kompilation eine „erstaunliche Anzahl von Klassikern“ enthalte. Und in der Musikdatenbank Allmusic ist – bei einer Bewertung mit fünf von fünf möglichen Sternen – zu lesen: „Diese Musik ist essenziell für alle Jazz-Sammlungen.“ 

## Titel
The Blanton-Webster Band enthält 66 Songs: 

### CD 1
1. You, You Darlin′ (Scholl/Jerome)
2. Jack the Bear (Ellington)
3. Ko-Ko (Ellington)
4. Morning Glory (Ellington)
5. So Far, So Good (Lawrence/Mundy/White)
6. Conga Brava (Ellington/Tizol)
7. Concerto for Cootie (Ellington)
8. Me and You (Ellington)
9. Cottontail (Ellington)
10. Never No Lament (Ellington)
11. Dusk (Ellington)
12. Bojangles – A Portrait of Bill Robinson (Ellington)
13. A Portrait of Bert Williams (Ellington)
14. Blue Goose (Ellington)
15. Harlem Air Shaft (Ellington)
16. At a Dixie Roadside Diner (Leslie/Burke)
17. All Too Soon (Ellington/Sigman)
18. Rumpus in Richmond (Ellington)
19. My Greatest Mistake (Fulton/O′Brien)
20. Sepia Panorama (Ellington)
21. There Shall Be No Night (Shelley/Silver)
22. In a Mellotone (Ellington)

### CD 2
1. Five O′Clock Whistle (Gannon/Myrow/Irwin)
2. Warm Valley (Ellington)
3. The Flaming Sword (Ellington)
4. Across the Track Blues (Ellington)
5. Chloe – Song of the Swamp (Kahn/Moret)
6. I Never Felt This Way Before (Dubin/Ellington)
7. The Sidewalks of New York (Lawlor/Blake)
8. Flamingo (Grouya/Anderson)
9. The Girl in My Dreams Tries to Look Like You (Mercer Ellington)
10. Take the “A” Train (Strayhorn)
11. Jumpin′ Punkins (Mercer Ellington)
12. John Hardy′s Wife (Mercer Ellington)
13. Blue Serge (Mercer Ellington)
14. After All (Strayhorn)
15. Bakiff (Tizol)
16. Are You Sticking? (Ellington)
17. Just A-Settin′ and A-Rockin′ (Ellington/Strayhorn/Gaines)
18. The Giddybug Gallop (Ellington)
19. Chocolate Shake (Ellington/Webster)
20. I Got It Bad – And That Ain′t Good (Ellington/Webster)
21. Clementine (Strayhorn)
22. The Brown-Skin Gal – In the Calico Gown (Ellington/Webster)

### CD 3
1. Jump for Joy (Ellington/Webster/Kuller)
2. Moon Over Cuba (Ellington/Tizol)
3. Five O′Clock Drag (Ellington)
4. Rocks in My Bed (Ellington)
5. Bli-Blip (Ellington/Kuller)
6. Chelsea Bridge (Strayhorn)
7. Raincheck (Strayhorn)
8. What Good Would It Do? (Pepper/James)
9. I Don′t Know What Kind of Blues I Got (Ellington)
10. Perdido (Tizol)
11. The “C” Jam Blues (Ellington)
12. Moon Mist (Mercer Ellington)
13. What Am I Here For? (Ellington)
14. I Don′t Mind (Strayhorn/Ellington)
15. Someone (Ellington)
16. My Little Brown Book (Strayhorn)
17. Main Stem (Ellington)
18. Johnny Come Lately (Strayhorn)
19. Hayfoot Strawfoot (Lenk/Drake/McGrane)
20. Sentimental Lady (Ellington)
21. A Slip of the Lip – Can Sink a Ship (Henderson/Mercer Ellington)
22. Sherman Shuffle (Ellington)